# Сампдорія
Футбольний клуб «Сампдорія» (італ. Unione Calcio Sampdoria) — італійський футбольний клуб з міста Генуя. Виступає у Серії Б.

## Історія
Був заснований в 1946 році шляхом об'єднання двох футбольних команд: «Андреа Дорія» (див. Андреа Дорія) і «Самп'єрдаренезе», які з'явилися ще в 1890-х роках.
Клубні кольори — блакитний, білий, червоний і чорний. Домашній стадіон клубу «Луїджі Ферраріс» вміщає 35,536 глядачів. На цьому стадіоні виступає і інший генуезький клуб, «Дженоа». Зустрічі між цими двома командами отримали назву Derby della Lanterna («Ліхтарне дербі», назва якого походить від генуезького маяка), і по особистих зустрічах «Сампдорія» перевершує «Дженоа».
«Сампдорія» одного разу вигравала чемпіонат країни, у сезоні 1990–91 (за участі Олексія Михайличенка). Чотири рази клуб перемагав в Кубку Італії (1985, 1988, 1989 і 1994. У рік чемпіонського (1991) також завоювала Суперкубок Італії. Також команда добивалася деяких успіхів в Європі: у 1990 році вона, перемігши бельгійський «Андерлехт» з рахунком 2-0, виграла Кубок володарів кубків. У 1992 році «Сампдорія» грала у фіналі Ліги чемпіонів УЄФА, де поступилася іспанській «Барселоні» з рахунком 0-1.
Взимку 2002 року, коли «Сампдорія» була на межі зникнення, власником клубу став підприємець Ріккардо Гарроне. Йому вдалося повернути команду в єврокубки.
За результатами сезону 2010/11 команда зайняла 18-й рядок турнірної таблиці і вибула з Серії A.
Найкращими гравцями в історії клубу вважаються нападники Джанлука Віаллі і Роберто Манчіні, півзахисник Аттіліо Ломбардо і воротар Джанлука Пальюка.

## Склад команди
Станом на 23 жовтня 2024
| №  | Поз. | Нац.       | Гравець               |
| -- | ---- | ---------- | --------------------- |
| 3  | ЗХ   | Італія     | Антоніо Баррека       |
| 4  | ПЗ   | Англія     | Роналдо Вієйра        |
| 5  | ЗХ   | Італія     | Алессандро Піо Ріккіо |
| 6  | ЗХ   | Італія     | Сімоне Романьйолі     |
| 7  | ПЗ   | Італія     | Алессандро Беллемо    |
| 8  | ПЗ   | Італія     | Маттео Ріккі          |
| 9  | НП   | Італія     | Массімо Кода          |
| 10 | НП   | Італія     | Дженнаро Тутіно       |
| 11 | НП   | Іспанія    | Естаніс Педрола       |
| 14 | ПЗ   | Швейцарія  | Пайтім Касамі         |
| 15 | ПЗ   | Нігерія    | Ебенезер Акінсанміро  |
| 16 | НП   | Італія     | Фабіо Боріні          |
| 17 | ПЗ   | Нідерланди | Мелле Меуленстен      |
| 18 | ЗХ   | Італія     | Лоренцо Венуті        |
| 20 | НП   | Італія     | Антоніно Ла Гуміна    |

| №  | Поз. | Нац.     | Гравець                       |
| -- | ---- | -------- | ----------------------------- |
| 21 | ЗХ   | Італія   | Сімоне Джордано               |
| 22 | ВР   | Італія   | Сімоне Гідотті                |
| 23 | ЗХ   | Італія   | Фабіо Депаолі                 |
| 24 | ЗХ   | Польща   | Бартош Берешинський (капітан) |
| 25 | ЗХ   | Італія   | Алекс Феррарі                 |
| 28 | ПЗ   | Іспанія  | Херард Єпес                   |
| 29 | ПЗ   | Італія   | Стефано Гіреллі               |
| 30 | ВР   | Італія   | Нікола Равалья                |
| 31 | ЗХ   | Хорватія | Стіпе Вуликич                 |
| 33 | ВР   | Італія   | Марко Сільвестрі              |
| 43 | НП   | ДР Конго | Самуель Нтанда                |
| 44 | ЗХ   | Кіпр     | Ніколас Іоанну                |
| 80 | ПЗ   | Італія   | Леонардо Бенедетті            |
| 84 | НП   | Італія   | Нікола Секулов                |

## Досягнення
Серія А:
- Чемпіон: 1990–91
- Віце-чемпіон: 1921-22

Серія B: 2
- Чемпіон: 1933-34, 1966-67
- Віце-чемпіон: 1981-82, 2002-03

Кубок Італії:
- Володар: 1984-85, 1987-88, 1988-89, 1993-94
- Фіналіст: 1985-86, 1990-91, 2008-09

Суперкубок Італії:
- Володар: 1991
- Фіналіст: 1988, 1989, 1994

Ліга Чемпіонів УЄФА
- Фіналіст: 1991-92

Кубок володарів кубків УЄФА:
- Володар: 1989-90
- Фіналіст: 1988-89

## Виступи в єврокубках

### Кубок європейських чемпіонів/Ліга чемпіонів
| Сезон   | Раунд   | Клуб            | Вдома            | На виїзді        | Разом            |
| ------- | ------- | --------------- | ---------------- | ---------------- | ---------------- |
| 1991–92 | 1Р      | Русенборг       | 5–0              | 2–1              | 7–1              |
| 1991–92 | 2Р      | Будапешт Гонвед | 3–1              | 1–2              | 4–3              |
| 1991–92 | Група A | Црвена Звезда   | 2–0              | 3–1              | 1st              |
| 1991–92 | Група A | Панатінаїкос    | 1–1              | 0–0              | 1st              |
| 1991–92 | Група A | Андерлехт       | 2–0              | 2–3              | 1st              |
| 1991–92 | Фінал   | Барселона       | 0–1 (дод.ч.) (N) | 0–1 (дод.ч.) (N) | 0–1 (дод.ч.) (N) |
| 2010–11 | ПО      | Вердер          | 3–2 (дод.ч.)     | 1–3              | 4–5              |

### Кубок володарів кубків
| Сезон   | Раунд | Клуб              | Вдома            | На виїзді        | Разом            |
| ------- | ----- | ----------------- | ---------------- | ---------------- | ---------------- |
| 1985–86 | 1Р    | Лариса            | 1–0              | 1–1              | 2–1              |
| 1985–86 | 2Р    | Бенфіка           | 1–0              | 0–2              | 1–2              |
| 1988–89 | 1Р    | Норрчепінг        | 2–0              | 1–2              | 3–2              |
| 1988–89 | 2Р    | Карл Цейс         | 3–1              | 1–1              | 4–2              |
| 1988–89 | 1/4   | Динамо Бухарест   | 0–0              | 1–1              | 1–1 (г)          |
| 1988–89 | 1/2   | Мехелен           | 3–0              | 1–2              | 4–2              |
| 1988–89 | Фінал | Барселона         | 0–2 (N)          | 0–2 (N)          | 0–2 (N)          |
| 1989–90 | 1Р    | Бранн             | 1–0              | 2–0              | 3–0              |
| 1989–90 | 2Р    | Боруссія Дортмунд | 2–0              | 1–1              | 3–1              |
| 1989–90 | 1/4   | Грассгоппер       | 2–0              | 2–1              | 4–1              |
| 1989–90 | 1/2   | Монако            | 2–0              | 2–2              | 4–2              |
| 1989–90 | Фінал | Анднрлехт         | 2–0 (дод.ч.) (N) | 2–0 (дод.ч.) (N) | 2–0 (дод.ч.) (N) |
| 1990–91 | 1Р    | Кайзерслаутерн    | 2–0              | 0–1              | 2–1              |
| 1990–91 | 2Р    | Олімпіакос        | 3–1              | 1–0              | 4–1              |
| 1990–91 | 1/4   | Легія             | 2–2              | 0–1              | 2–3              |
| 1994–95 | 1Р    | Буде-Глімт        | 2–0              | 2–3              | 4–3              |
| 1994–95 | 2Р    | Грассгоппер       | 3–0              | 2–3              | 5–3              |
| 1994–95 | 1/4   | Порту             | 0–1              | 1–0              | 1–1, 5–3 (п)     |
| 1994–95 | 1/2   | Арсенал           | 3–2              | 2–3              | 5–5, 2–3 (п)     |

### Кубок УЄФА/Ліга Європи
| Сезон   | Раунд   | Клуб            | Вдома | На виїзді | Разом   |
| ------- | ------- | --------------- | ----- | --------- | ------- |
| 1997–98 | 1Р      | Атлетік Більбао | 1–2   | 0–2       | 1–4     |
| 2005–06 | 1Р      | Віторія Сетубал | 1–0   | 1–1       | 2–1     |
| 2005–06 | Група C | Стяуа           | 0–0   | Н/Д       | 4-е     |
| 2005–06 | Група C | Гальмстад       | Н/Д   | 3–1       | 4-е     |
| 2005–06 | Група C | Герта           | 0–0   | Н/Д       | 4-е     |
| 2005–06 | Група C | Ланс            | Н/Д   | 1–2       | 4-е     |
| 2007–08 | 2КР     | Хайдук Спліт    | 1–1   | 1–0       | 2–1     |
| 2007–08 | 1Р      | Ольборг         | 2–2   | 0–0       | 2–2 (г) |
| 2008–09 | 1Р      | Каунас          | 5–0   | 2–1       | 7–1     |
| 2008–09 | Група C | Партизан        | Н/Д   | 2–1       | 3-є     |
| 2008–09 | Група C | Штутгарт        | 1–1   | Н/Д       | 3-є     |
| 2008–09 | Група C | Стандард Льєж   | Н/Д   | 0–3       | 3-є     |
| 2008–09 | Група C | Севілья         | 1–0   | Н/Д       | 3-є     |
| 2008–09 | 1/16    | Металіст        | 0–1   | 0–2       | 0–2     |
| 2010–11 | Група I | ПСВ             | 1–2   | 1–1       | 3-є     |
| 2010–11 | Група I | Дебрецен        | 1–0   | 0–2       | 3-є     |
| 2010–11 | Група I | Металіст        | 0–0   | 1–2       | 3-є     |
| 2015–16 | 3КР     | Воєводина       | 0–4   | 2–0       | 2–4     |

### Кубок Інтертото
| Сезон | Раунд | Клуб            | Вдома | На виїзді | Разом |
| ----- | ----- | --------------- | ----- | --------- | ----- |
| 1998  | 2Р    | Рімавска Собота | 2–0   | 0–1       | 2–1   |
| 1998  | 3Р    | Гарелбеке       | 3–0   | 1–0       | 4–0   |
| 1998  | 1/2   | Болонья         | 1–0   | 1–3       | 2–3   |
| 2007  | 3Р    | Черно море      | 1–0   | 1–0       | 2–0   |

### Суперкубок Європи
| Сезон | Клуб  | Вдома | На виїзді | Разом |
| ----- | ----- | ----- | --------- | ----- |
| 1990  | Мілан | 1–1   | 0–2       | 1–3   |